# Crvena Voda (Debarca)
Crvena Voda (macedónul: Црвена Вода) település Észak-Macedóniában, a Délnyugati körzet Debarcai járásában.

## Népesség
| Lakosok száma | 318  | 331  | 282  | 127  | 57   | 25   | 17   | 23   | 10   |
|               | 1948 | 1953 | 1961 | 1971 | 1981 | 1991 | 1994 | 2002 | 2021 |

2002-ben 23 lakosa volt, akik mindannyian macedónok.